# Santa Luzia (Coronel Fabriciano)

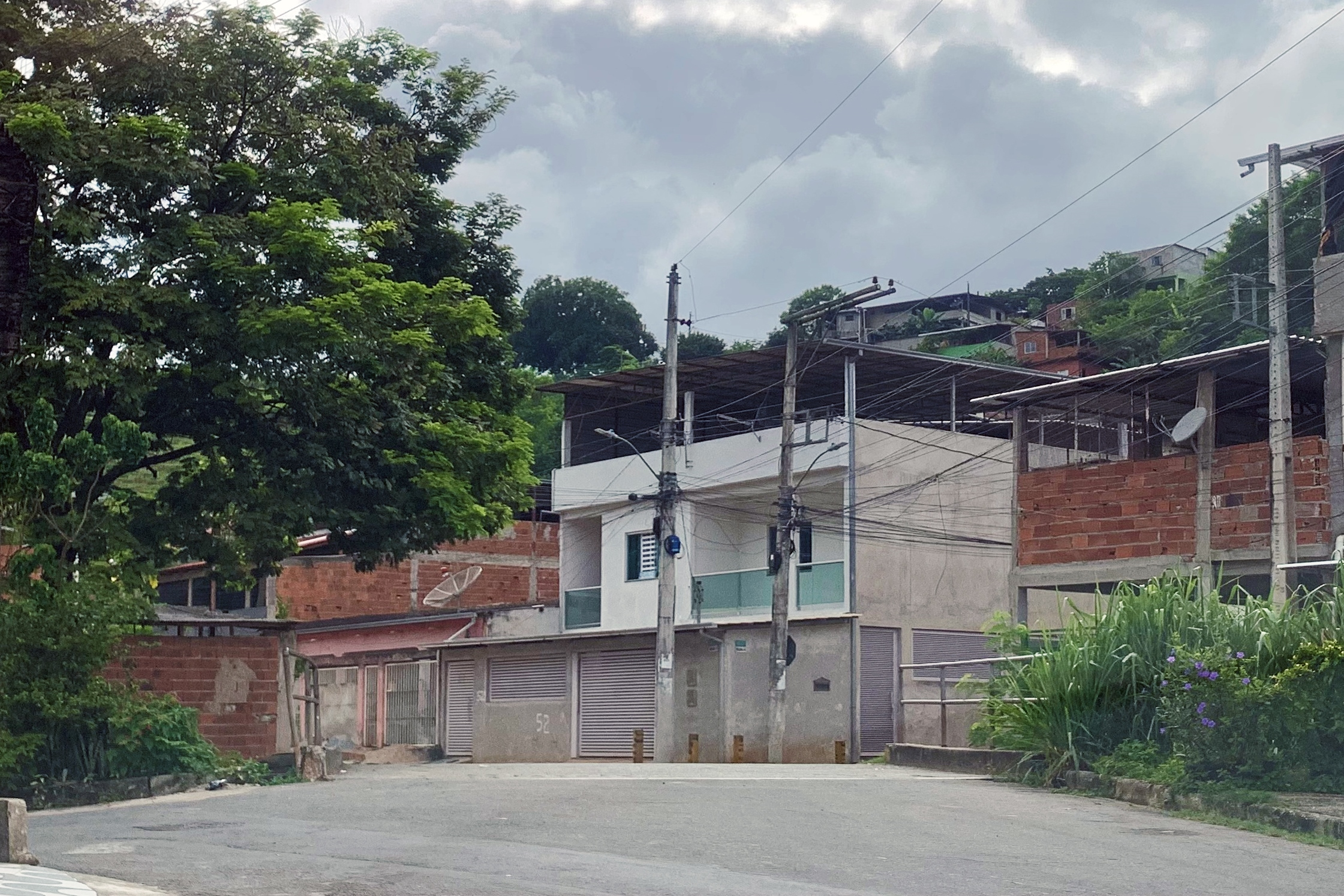
Entrada do bairro Santa Luzia a partir do Santa Cruz

Santa Luzia é um bairro do município brasileiro de Coronel Fabriciano, no interior do estado de Minas Gerais. Localiza-se no distrito Senador Melo Viana, estando situado no Setor 5. Segundo o censo demográfico de 2022, realizado pelo Instituto Brasileiro de Geografia e Estatística (IBGE), sua população era de 356 habitantes e havia 129 domicílios particulares permanentes ocupados.
De acordo com o IBGE, em 2010 a população era de 473 habitantes e havia 127 domicílios particulares.
O bairro foi criado na década de 1990, após a área ser ocupada irregularmente. Segundo o IBGE, sua área é considerada como favela e comunidade urbana.